# Jan Rietveldt
Jan Rietveldt (Zutphen, 19 september 1913 – Woerden, 29 juni 2003), ook bekend als Lex Rietveldt, was een Nederlandse verzetsstrijder in de Tweede Wereldoorlog. Hij maakte deel uit van de Edese staf van de Binnenlandse Strijdkrachten.

## Levensloop
Rietveldt was de zoon van Willem Andreas Rietveldt (1879-1960) en Jansje Stork (1882-1959). Ten tijde van de Duitse inval in Nederland in de meidagen van 1940 was hij waarschijnlijk gelegerd in Ede. Hij woonde aan de Kazernelaan 25. In de loop van de oorlog raakte hij betrokken bij het georganiseerde verzet. Hij was een helper van Leonardus Maria Bonnike, die leiding gaf aan een afdeling van de inlichtingengroep Geheime Dienst Nederland. Die afdeling bestreek de zuidelijke Veluwezoom en de zuidoostelijke hoek van de provincie Utrecht. Op 22 september 1944 stapte hij in goed overleg over naar de Edese afdeling van de Binnenlandse Strijdkrachten. Hij werd plaatsvervangend commandant onder Derk Wildeboer, alias Bill.
Aanvankelijk werkte de staf van de Binnenlandse Strijdkrachten vanuit het huis van Sonja Gruppelaar aan de Oude Arnhemseweg. Begin oktober 1944 verhuisde de staf naar de boerderij De Wester Wetering van Aart Melis Jochemsen aan de Rijksweg 31 richting De Klomp. Rietveldt werkte daar samen met onder andere Wildeboer, Marten Wiegeraadt, Piet Rombout en Gert Keller. Hij werd belast met de voorbereiding van Operatie Pegasus II. In de nacht van 22 op 23 oktober was een groep van honderdveertig man, merendeels Britse militairen die na de Slag om Arnhem in bezet gebied waren achtergebleven en door het verzet waren opgevangen, dwars door de Duitse linies heen getrokken en tussen Renkum en Wageningen de Rijn overgestoken naar bevrijd gebied. Halverwege november werd er een tweede crossing gepland. Pegasus II liep echter uit op een zware mislukking. De meeste deelnemers werden gepakt, sommigen moesten dit met de dood bekopen. Slechts zeven man bereikten de overkant van de Rijn. 
Rietveldt gaf in de nacht van 8 op 9 maart 1945 leiding aan een wapendropping bij Lunteren. Hij had eerder in de nacht van 10 november 1944 al deelgenomen aan een wapendropping in de buurt van Nederwoud. Op 8 maart arriveerde Rietveldt rond half elf in de avond samen met François Beckers en een aantal helpers uit Lunteren bij de Keuenklep, de locatie van de dropping. Hij nam het bevel over van Menno de Nooij. Alles ging goed tot de deelnemers in de vroege ochtend het terrein verlieten. De Sicherheitsdienst was gewaarschuwd door twee NSB'ers die het de avond van tevoren was opgevallen dat er wel heel veel volk op pad was. Na afloop van de dropping arresteerden de Duitsers 19 verzetsmensen die hun deelname op twee na met de dood moesten bekopen. Rietveldt, die veilig was weggekomen, sprak op de ochtend na de dropping nog wel met Piet Rombout die in eerste instantie wist te ontsnappen, maar kort daarna alsnog gegrepen werd en de dood vond in gevangenschap.
Na de oorlog keerde Rietveldt aanvankelijk terug naar Zutphen. Later woonde hij in Bennebroek. Hij werkte als ingenieur voor Rijkswaterstaat. Tevens was hij voorzitter van de bond van registeringenieurs en andere hogere technici in overheidsdienst.

## Persoonlijk
Rietveldts eerste vrouw, met wie hij twee kinderen kreeg, overleed in 1949 na de geboorte van een levenloos kind. Zijn tweede vrouw verloor in 1972 het leven als gevolg van een ongeval. Hij ontving in 1985 het Verzetsherdenkingskruis. In 1975 was hij al benoemd tot ridder in de Orde van Oranje-Nassau.